# Liste der Monuments historiques in Le Crouzet
Die Liste der Monuments historiques in Le Crouzet führt die Monuments historiques in der französischen Gemeinde Le Crouzet auf.

## Liste der Objekte
| Bezeichnung                                             | Beschreibung                                                                                      | Standort                       | Kennzeichnung | Schutzstatus | Datum | Bild |
| ------------------------------------------------------- | ------------------------------------------------------------------------------------------------- | ------------------------------ | ------------- | ------------ | ----- | ---- |
| Kruzifix                                                | Holz, farbig gefasst, 17. Jahrhundert                                                             | in der Kapelle Ste-Anne (Lage) | PM25002053    | Inscrit      | 1980  |      |
| Zwei Skulpturen: Mater dolorosa und Johannes Evangelist | Holz, farbig gefasst, 17. Jahrhundert                                                             | in der Kapelle Ste-Anne (Lage) | PM25002054    | Inscrit      | 1980  |      |
| Altar                                                   | Altartisch, Retabel und Relief; Holz, farbig gefasst, bezeichnet 1637, im 20. Jahrhundert ergänzt | in der Kapelle Ste-Anne (Lage) | PM25002055    | Inscrit      | 1980  |      |